# Massimo Ganci
Massimo Ganci (Milano, 17 novembre 1981) è un allenatore di calcio ed ex calciatore italiano, di ruolo attaccante, tecnico della formazione Under-16 della Fermana.

## Carriera
Inizia la sua carriera nelle giovanile del Corsico e successivamente nel Monza, con cui esordisce nella Serie B 1999-2000. Nelle due stagioni successive viene impiegato con regolarità, mettendo a segno un massimo di 9 reti nella Serie C1 2001-2002. Acquistato dal Treviso, conquista la promozione in Serie B e si mette in luce nella stagione 2003/04, nella quale realizza 15 reti; nelle due stagioni nella Marca totalizza 58 presenze e 21 gol.
Nel 2004 passa alla Reggina, con la quale esordisce in Serie A, collezionando 10 presenze senza reti. A causa dello scarso utilizzo da parte di Walter Mazzarri, nel gennaio 2005 viene ceduto al Piacenza: in Emilia ritrova continuità di impiego ma non ritorna sui livelli di Treviso, mettendo a segno 5 reti in 40 partite fino al gennaio 2006, quando viene ceduto al Bari. Rimane in Puglia per due stagioni e mezzo, collezionando 66 presenze e 9 reti, e nel settembre 2008 si trasferisce al Cittadella, con il quale disputa la prima parte della stagione 2008-2009.
Il 5 gennaio 2009 si trasferisce alla Salernitana. Con la maglia granata mette a segno 6 reti in 18 partite, contribuendo alla salvezza dei campani, ottenuta solo all'ultima giornata. A fine stagione, tuttavia, si svincola e passa al Pescara, militante in Lega Pro Prima Divisione. Con gli abruzzesi conquista la promozione in Serie B, contribuendo con 8 reti in campionato e 3 nei playoff, tra cui quella decisiva nella finale contro l'Hellas Verona. Riconfermato per la stagione successiva nella serie cadetta, trova meno spazio, disputando 22 partite con 2 reti.
Il 29 agosto 2011 passa ufficialmente al Frosinone con cui firma un contratto biennale. Con la formazione ciociara disputa due campionati di Lega Pro Prima Divisione.
Scontata la squalifica firma un contratto annuale con la Maceratese con cui disputerà la Lega Pro nella stagione 2015-2016. Torna al gol, dopo 2 anni, il 6 dicembre, segnando su punizione nella partita vinta 4-1 contro la Carrarese.
Rescinde il contratto con i biancorossi il 22 dicembre 2015 e firma un accordo con il Castelfidardo, in Serie D. Il 26 luglio 2016 viene tesserato dall'Aquila in Serie D.
dove disputa 11 gare e andando in gol in due occasioni con la maglia rossoblù. 
Nel capoluogo abruzzese ci rimane per poco tempo trasferendosi comunque non tanto distante, a Pineto dove gioca 15 partite e segna due gol con la maglia biancoblú contribuendo alla salvezza dei teramani nel girone F della Serie D.
Il 13 settembre 2017 viene ingaggiato dal Pavia militante sempre in D.
Comincia la stagione 2018/2019 nella massima serie maltese, nelle file del Ħamrun Spartans Football Club, per poi passare, nel dicembre del 2018 al Associazione Calcio Crema 1908, militante in Serie D italiana.
Il 18 settembre 2019 si trasferisce al Barletta, in Eccellenza. Dopo 7 presenze ed un gol, il 5 dicembre 2019 rescinde il contratto con la squadra pugliese per passare all'Unipomezia, club dell'omonima città alle porte di Roma militante in Eccellenza laziale. Qui riesce a giocare con maggiore continuità, riuscendo a raccogliere 12 presenze 5 gol prima dello stop dei campionasti dovuti allo scoppio della pandemia del COVID-19.
Il 29 luglio 2020 si trasferisce in Umbria alla Polisportiva C4 ASD, società emergente di Foligno (PG) artefice di una doppia promozione dalla Seconda Categoria alla Promozione. Con la compagine folignate colleziona 2 presenze ed 1 gol nella Coppa Italia Regionale prima del nuovo stop definitivo della stagione dovuto alla seconda ondata della pandemia, rescindendo il contratto.
Dopo dei brevi trascorsi con squadre marchigiane con Sangiustese e Atl. Calcio P.S. Elpidio, nel giugno del 2022, Ganci dice addio al calcio giocato dopo aver militato nelle file dell'Osimana.

### Nazionale
Nel 2001 viene convocato dal ct Francesco Rocca per alcune gare di qualificazione all'europeo di categoria con la nazionale Under-20, con la quale scende in campo in quattro occasioni segnando un gol.

### Allenatore
Da agosto 2022 è allenatore del settore giovanile della Fermana.

## Calcioscommesse
Nel mese di agosto 2012 viene iscritto, insieme ad altri suoi ex compagni del Bari, nel registro degli indagati dalla Procura di Bari per frode sportiva in riguardo ad alcune partite del Bari truccate in passato: Bari-Treviso 0-1 del 2007-2008 e Salernitana-Bari 3-2 del 2008-2009. Nel primo caso, insieme ad altri 7 compagni, avrebbe intascato soldi per perdere la partita mentre nel secondo caso da giocatore campano insieme a Luca Fusco avrebbe offerto 150.000 euro a 14 calciatori del Bari, 7.000 euro a testa.
Il 16 luglio 2013, nell'ambito dell'inchiesta sul calcioscommesse relativa al filone Bari-bis, la Commissione Disciplinare Nazionale della FIGC gli commina 4 anni di squalifica per illecito sportivo, pena confermata, poi, anche in appello il 27 luglio.
Successivamente il TAS gli riduce la pena a 24 mesi di squalifica.
Al processo penale di Bari vengono chiesti per lui 16 mesi di reclusione e 14.000 euro di multa con pena sospesa ma il 30 maggio 2016 viene assolto «per non aver commesso il fatto».

## Statistiche

### Presenze e reti nei club
| Stagione         | Squadra                  | Campionato       | Campionato | Campionato | Coppe nazionali | Coppe nazionali | Coppe nazionali | Coppe continentali | Coppe continentali | Coppe continentali | Altre coppe | Altre coppe | Altre coppe | Totale | Totale |
| Stagione         | Squadra                  | Comp             | Pres       | Reti       | Comp            | Pres            | Reti            | Comp               | Pres               | Reti               | Comp        | Pres        | Reti        | Pres   | Reti   |
| ---------------- | ------------------------ | ---------------- | ---------- | ---------- | --------------- | --------------- | --------------- | ------------------ | ------------------ | ------------------ | ----------- | ----------- | ----------- | ------ | ------ |
| 1999-2000        | Monza                    | B                | 4          | 0          | CI              | 2               | 0               | -                  | -                  | -                  | -           | -           | -           | 6      | 0      |
| 2000-2001        | Monza                    | B                | 25         | 7          | CI              | 3               | 1               | -                  | -                  | -                  | -           | -           | -           | 28     | 8      |
| 2001-2002        | Monza                    | C1               | 29         | 9          | CI+CI-C         | 2+0             | 0               | -                  | -                  | -                  | -           | -           | -           | 31     | 9      |
| Totale Monza     | Totale Monza             | Totale Monza     | 58         | 16         |                 | 7               | 1               |                    | -                  | -                  |             | -           | -           | 65     | 17     |
| 2002-2003        | Treviso                  | C1               | 21         | 6          | CI+CI-C         | 3+0             | 0               | -                  | -                  | -                  | SL-C1       | 2           | 0           | 26     | 6      |
| 2003-2004        | Treviso                  | B                | 37         | 15         | CI              | 1               | 0               | -                  | -                  | -                  | -           | -           | -           | 38     | 15     |
| Totale Treviso   | Totale Treviso           | Totale Treviso   | 58         | 21         |                 | 4               | 0               |                    | -                  | -                  |             | 2           | 0           | 64     | 21     |
| 2004-gen. 2005   | Reggina                  | A                | 10         | 0          | CI              | 2               | 0               | -                  | -                  | -                  | -           | -           | -           | 12     | 0      |
| gen.-giu. 2005   | Piacenza                 | B                | 17         | 1          | CI              | -               | -               | -                  | -                  | -                  | -           | -           | -           | 17     | 1      |
| 2005-gen. 2006   | Piacenza                 | B                | 23         | 4          | CI              | 2               | 0               | -                  | -                  | -                  | -           | -           | -           | 25     | 4      |
| Totale Piacenza  | Totale Piacenza          | Totale Piacenza  | 40         | 5          |                 | 2               | 0               |                    | -                  | -                  |             | -           | -           | 42     | 5      |
| gen.-giu. 2006   | Bari                     | B                | 13         | 3          | CI              | -               | -               | -                  | -                  | -                  | -           | -           | -           | 13     | 3      |
| 2006-2007        | Bari                     | B                | 30         | 6          | CI              | 1               | 0               | -                  | -                  | -                  | -           | -           | -           | 31     | 6      |
| 2007-2008        | Bari                     | B                | 23         | 0          | CI              | 2               | 0               | -                  | -                  | -                  | -           | -           | -           | 25     | 0      |
| Totale Bari      | Totale Bari              | Totale Bari      | 66         | 9          |                 | 3               | 0               |                    | -                  | -                  |             | -           | -           | 69     | 9      |
| 2008-gen. 2009   | Cittadella               | B                | 14         | 1          | CI              | 0               | 0               | -                  | -                  | -                  | -           | -           | -           | 14     | 1      |
| gen.-giu. 2009   | Salernitana              | B                | 18         | 6          | CI              | -               | -               | -                  | -                  | -                  | -           | -           | -           | 18     | 6      |
| 2009-2010        | Pescara                  | 1D               | 29+4       | 8+3        | CI-LP           | 2               | 0               | -                  | -                  | -                  | -           | -           | -           | 35     | 11     |
| 2010-2011        | Pescara                  | B                | 22         | 2          | CI              | 1               | 0               | -                  | -                  | -                  | -           | -           | -           | 23     | 2      |
| Totale Pescara   | Totale Pescara           | Totale Pescara   | 51+4       | 10+3       |                 | 3               | 0               |                    | -                  | -                  |             | -           | -           | 58     | 13     |
| 2011-2012        | Frosinone                | 1D               | 15         | 2          | CI+CI-LP        | 0+1             | 1               | -                  | -                  | -                  | -           | -           | -           | 16     | 3      |
| 2012-2013        | Frosinone                | 1D               | 25         | 5          | CI+CI-LP        | 2+0             | 1               | -                  | -                  | -                  | -           | -           | -           | 27     | 6      |
| Totale Frosinone | Totale Frosinone         | Totale Frosinone | 40         | 7          |                 | 3               | 2               |                    | -                  | -                  |             | -           | -           | 43     | 9      |
| 2015-gen. 2016   | Maceratese               | LP               | 4          | 1          | CI-LP           | 2               | 0               | -                  | -                  | -                  | -           | -           | -           | 6      | 1      |
| gen.-giu. 2016   | Castelfidardo            | D                | 17         | 8          | CI-D            | -               | -               | -                  | -                  | -                  | -           | -           | -           | 17     | 8      |
| 2016-gen. 2017   | L'Aquila                 | D                | 11         | 2          | CI-D            | 2               | 1               | -                  | -                  | -                  | -           | -           | -           | 13     | 3      |
| gen.-giu. 2017   | Pineto                   | D                | 15         | 2          | CI-D            | -               | -               | -                  | -                  | -                  | -           | -           | -           | 15     | 2      |
| 2017-2018        | Pavia                    | D                | 32         | 16         | CI-D            | -               | -               | -                  | -                  | -                  | -           | -           | -           | 32     | 16     |
| lug.-dic. 2018   | Hamrun Spartans          | PL               | 4          | 2          | CM              | 0               | 0               | -                  | -                  | -                  | -           | -           | -           | 4      | 2      |
| dic 2018-2019    | Crema                    | D                | 16         | 6          | CI-D            | -               | -               | -                  | -                  | -                  | -           | -           | -           | 16     | 6      |
| ago.-dic. 2019   | Barletta                 | Ecc.             | 7          | 1          | CI-Dil.         | 0               | 0               | -                  | -                  | -                  | -           | -           | -           | 7      | 1      |
| dic. 2019-2020   | UniPomezia               | Ecc.             | 12         | 5          | CI-Dil.         | 1               | 0               | -                  | -                  | -                  | -           | -           | -           | 13     | 5      |
| ago.-ott. 2020   | C4 Foligno               | Prom.            | 0          | 0          | CI-Dil.         | 2               | 1               | -                  | -                  | -                  | -           | -           | -           | 2      | 1      |
| mar.-giu. 2021   | Sangiustese              | Ecc.             | 6          | 2          | CI-Dil.         | -               | -               | -                  | -                  | -                  | -           | -           | -           | 6      | 2      |
| ago.-dic. 2021   | Atl. Calcio P.S. Elpidio | Prom.            | 11         | 5          | CI-Dil.         | 1               | 0               | -                  | -                  | -                  | -           | -           | -           | 12     | 5      |
| dic. 2021-2022   | Osimana                  | Ecc.             | 9          | 1          | CI-Dil.         | 1               | 1               | -                  | -                  | -                  | -           | -           | -           | 10     | 2      |
| Totale carriera  | Totale carriera          | Totale carriera  | 467        | 111        |                 | 33              | 6               |                    | -                  | -                  |             | 2           | 0           | 502    | 117    |

## Palmarès
- Campionato italiano di Serie C1: 1

Treviso: 2002-2003
- Supercoppa di Lega di Serie C: 1

Treviso: 2003